# École nationale vétérinaire, agroalimentaire et de l'alimentation de Nantes-Atlantique
L'École nationale vétérinaire, agroalimentaire et de l'alimentation de Nantes-Atlantique (Oniris) est un établissement public à caractère scientifique, culturel et professionnel (EPSCP) placé sous la tutelle du ministère de l'Agriculture, constitué sous la forme d'un grand établissement pour l'enseignement supérieur agricole et vétérinaire, fondé le 1er janvier 2010 et situé à Nantes.
C'est l'une des quatre grandes écoles françaises assurant la formation des vétérinaires. C'est aussi l'une des 204 écoles d'ingénieurs françaises accréditées au 1er septembre 2020 à délivrer un diplôme d'ingénieur. Elle assure ainsi la formation d'ingénieurs des industries agroalimentaires et d'ingénieurs des biotechnologies de la santé. À cette mission d'enseignement supérieur s'ajoutent des missions de recherche scientifique et de soins hospitaliers.

## Historique
Elle résulte de la fusion en 2010 de l’École nationale vétérinaire de Nantes (ENVN), créée en 1979, et de l’École nationale d'ingénieurs des techniques des industries agricoles et agroalimentaires (ENITIAA), créée en 1974.
Depuis le 16 novembre 2020, c'est Laurence Deflesselle, inspectrice en chef de santé publique vétérinaire, qui est la directrice générale.

## Sites
| \| Chantrerie Géraudière \| Localisation des deux sites dans la ville de Nantes |
| Chantrerie Géraudière                                                           |

L'école s'étend sur deux sites distants de 7,8 km par la route : le site de la Chantrerie, siège du cursus vétérinaire, et le site de la Géraudière, siège des formations en ingénierie.
Le site de la Chantrerie est localisé dans le quartier Nantes Erdre, le plus septentrional de la ville, frontalier avec Carquefou, au sein du micro-quartier Chantrerie-Gachet, sur le campus de la Chantrerie réunissant également l'IMT Atlantique Bretagne-Pays de la Loire, l'École polytechnique de l'université de Nantes, l’École supérieure du bois et l’École de design Nantes Atlantique. Il borde le parc de la Chantrerie et la rivière Erdre. Il correspond au site historique de l'ancienne École nationale vétérinaire de Nantes. L'entrée principale du site et l'entrée des cliniques se situent sur la route de Gachet.
Le site de la Géraudière est localisé dans le quartier Nantes Nord et correspond au site historique de l'ancienne ENITIAA dont l'entrée principale se trouve rue de la Géraudière.
La superficie totale couverte par l'école est de 35 hectares ; 25 hectares pour le site de la Chantrerie et 10 hectares pour le site de la Géraudière.
Les étudiants ont accès au sein de l'école à un terrain mixte football/rugby en pelouse synthétique, sur le site de la Chantrerie.
L’École est reliée au centre-ville de Nantes par différents moyens de transport : le site de la Chantrerie est desservi par le bus 75 (arrêt « École vétérinaire ») et le chronobus C6 (arrêt « Chantrerie Grandes Écoles » à une dizaine de minutes à pied) ; tandis que celui de la Géraudière est desservi par les bus 73 et 96 (arrêt « Géraudière ») ainsi que par la ligne de tramway 2 (arrêt « Santos Dumont » à une dizaine de minutes à pied).

## Enseignement

### Cursus ingénieur
La formation d'ingénieurs généralistes pour les métiers de l'alimentation et des biotechnologies s'étend sur 3 ans. Deux dominantes sont proposées : Agroalimentaire/Alimentation et Biotechnologies. La dominante biotechnologie est devenue en 2022 un parcours de master 2 "Bioproduction Santé", géré par Oniris, au sein de la mention "Science des Médicaments et des Produits de Santé" de Nantes Université.
La formation d'ingénieur Agroalimentaire/Alimentation peut se faire par apprentissage en partenariat avec le Centre de Formation d'Apprentis (CFA). Le CFA était celui du lycée agricole Jules Rieffel de Saint Herblain jusqu'en septembre 2023. Depuis cette année, Oniris a un partenariat avec l'IFRIA Ouest pour prendre en charge ses apprentis. De même, le master 2 "Bioproduction Santé" peut se faire en alternance en partenariat avec le CFA LEEM.

### Cursus vétérinaire
La formation vétérinaire s'étend sur 5 ans et conduit, à l'issue de la 4e année, au diplôme d'études fondamentales vétérinaires (DEFV) et au grade de Master. La 5e année est une année d'approfondissement dans un secteur au choix à l'issue de laquelle les étudiants soutiennent leur thèse de doctorat d'exercice vétérinaire.

### Masters
Oniris propose des M2 co-habilités avec d'autres établissements : l'université de Nantes, l'université de Rennes I, Agrocampus Ouest, Polytech Nantes, l'École nationale supérieure Mines-Télécom Atlantique Bretagne Pays de la Loire, l'ENSCBP de Bordeaux, le CNRS, l'INRA, et l'INSERM.
Les domaines couverts par ces masters sont variés : biotechnologies, élevage, alimentation humaine, procédés agro-alimentaires, analyses biologiques et chimiques, gestion des risques.

### Études doctorales
Depuis 2008, Oniris est co-accrédité à délivrer le doctorat au sein de 3 écoles doctorales. Ayant une capacité d'encadrement croissante, Oniris poursuit le renforcement de son implication dans une formation doctorale qui permet la formation de cadres scientifiques dans les axes thématiques portés par ses unités de recherche.

### Formation continue
Des formations continues diplomates ou de perfectionnement sont dispensées en sciences, techniques et management dans les domaines de compétence de l’établissement (santé humaine et animale, agroalimentaire et alimentation, biotechnologies). Elles s'adressent aux vétérinaires, aux ingénieurs, cadres, techniciens, enseignants ou chercheurs des secteurs publics et privés.

### Relations internationales
L'international fait partie des stratégies qu'Oniris souhaite favoriser pour trouver sa place parmi les meilleurs établissements mondiaux. Ce développement passe par le renforcement de la mobilité des étudiants des filières ingénieur et vétérinaire en rendant obligatoire un stage à l'étranger ; le renforcement de partenariats avec les universités étrangères ; les projets de mobilité dans le domaine de la solidarité internationale.
Oniris, continuatrice de l'école vétérinaire de Nantes est jumelée avec la faculté de médecine vétérinaire de l'université de Justus Liebig de Gießen depuis la fin des années 1980 .

## Recherche
La recherche à Oniris s'articule autour de 4 grandes thématiques :
- Maîtrise de la santé des animaux d'élevage et Santé Publique ;
- Sécurité et qualité de l'aliment ;
- Procédés alimentaires, management et développement durable ;
- Santé humaine, recherche biomédicale et modèles animaux.

Les travaux de recherche au sein de chacune des thématiques sont conduits par une ou plusieurs unités de recherche. Oniris compte à ce jour 13 unités de recherche : des unités propres et des unités mixtes de recherche (UMR) constituées en partenariat avec l'INRA, le CNRS, l'INSERM et l'Université de Nantes.

### Unités de recherche
Oniris comprend 11 unités de recherches : BIOEPAR, GEPEA, GEROM, IECM, LABERCA, LIOAD, PAnTHER, NP3, SECALIM, SSBR et USC.

## Centre Hospitalier Universitaire Vétérinaire
L'activité du Centre Hospitalier Universitaire Vétérinaire (CHUV) est organisée en 4 pôles : trois pôles correspondant aux filières d'espèces (pôle Animaux de compagnie, pôle équidés, pôle animaux de production) et un pôle technique (pôle d'activités transversales et de diagnostic).
Ces pôles sont structurés en services hospitaliers qui prennent en charge une spécialité particulière : médecine interne, chirurgie, reproduction et élevage, dermatologie, parasitologie, médecine préventive, nutrition clinique, pathologie clinique, imagerie médicale...
Le CHUV est une structure universitaire d'enseignement dans laquelle s'impliquent les étudiants vétérinaires. C'est aussi un service ouvert à la profession puisque les praticiens vétérinaires peuvent bénéficier de son expertise particulièrement reconnue dans de nombreux domaines, grâce notamment au LDHVet, laboratoire des dosages hormonaux.
Le CHUV reçoit environ 28 000 animaux par an. 34 des vétérinaires qui y travaillent sont des vétérinaires spécialistes.

## Centre Vétérinaire de la Faune Sauvage et des Écosystèmes

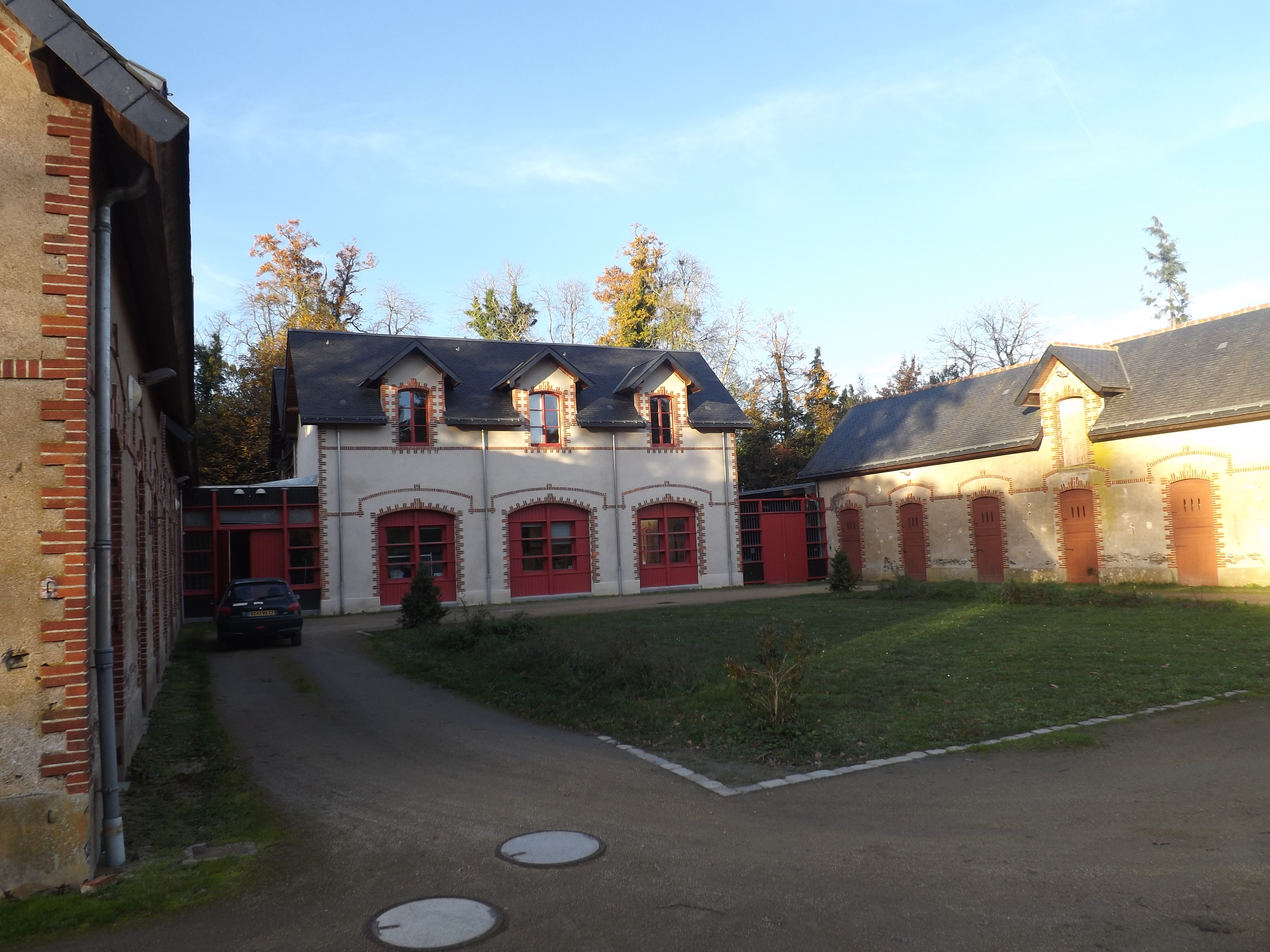
Le centre vétérinaire de la faune sauvage

Le CVFSE est une structure de soins, mais aussi d'étude et de sensibilisation du public, recueillant et soignant les animaux sauvages en vue de leur réhabilitation dans le milieu naturel. Il est situé dans les bâtiments de l'ancien Haras de la Chantrerie présents sur le campus, en bordure du parc de la Chantrerie. Il comporte notamment une salle d'accueil, une grande salle d'auscultation et de soin, une salle de chirurgie, plusieurs salles pour les animaux en cours de traitement, des boxes pour les animaux convalescents et les grandes espèces, des volières et une aile de bâtiment dédiée aux oiseaux marins.
Créé en 1985 par des étudiants vétérinaires, il a évolué sous l’impulsion des enseignants-chercheurs vétérinaires, de l'école et des partenaires extérieurs. Les animaux sont environ 2000 à être accueillis dans cette structure chaque année après avoir été victimes de traumatismes divers (accidents de la route, électrocution, chasse), d'intoxications, et d'affections liées à des pathogènes. Les animaux soignés sont majoritairement des oiseaux (chouette effraie, chouette hulotte, buse variable, tourterelle turque, faucon crécerelle, pigeon ramier...), mais on y trouve aussi des mammifères (hérisson d'Europe, lapin de garenne, pipistrelle commune, écureuil roux...), ainsi que quelques reptiles et amphibiens. Par ailleurs, le centre intervient ponctuellement lors de catastrophes écologiques telles que les marées noires (naufrage de l'Erika en 1999, naufrage du pétrolier Prestige en 2002, accident à la raffinerie de Donges de 2008), lors d'épisodes de botulisme dans les zones humides (lac de Grand-Lieu, marais de Goulaine), ainsi que lors de catastrophes naturelles comme la tempête Dirk de décembre 2013.
Les animaux soignés dans ce centre sont directement amenés par des particuliers aux urgences du CHUV, ou bien sont centralisés par un réseau de vétérinaires de la région ou par d'autres centres de soin (réseau UFCS, centres de la LPO). Les activités de soin du centre sont soutenues financièrement par le groupe Total et le conseil régional des Pays de la Loire.
Les études réalisées par les vétérinaires du centre concernent l'acquisition de connaissances sur la prise en charge des animaux sauvages et l'évaluation de l'état de santé des écosystèmes via des espèces sentinelles de l'environnement,.
Des bénévoles participent à la vie du centre (à travers un service civique ou une mission d'écovolontariat par exemple) en collaboration avec le personnel soignant. Les étudiants vétérinaires ont l'occasion d'assurer bénévolement les gardes du soir.